# Francisco Sandaza
Francisco José Sandaza Asensio (Toledo, 30 de noviembre de 1984) es un futbolista español que juega como delantero en el Extremadura Unión Deportiva de la Primera División RFEF.

## Biografía
La carrera deportiva de Francisco empieza en las categorías inferiores del C. D. Toledo donde llegó a debutar con el primer equipo en el año 2003.
En 2004 llegó al Valencia C. F., donde formaría parte de su filial, el Valencia C. F. "B" donde estuvo cedido durante un par de temporadas a equipos de Tercera División, para regresar en 2007 al Valencia de nuevo, su intención era dejar el fútbol para convertirse en Policía Nacional, pero en 2008 decidió cambiar de aires y probar el fútbol extranjero.
Allí jugaría con el Dundee United F. C. de la Premier League de Escocia, marcó su primer gol en la máxima categoría escocesa el 17 de agosto de 2008 contra el Celtic Football Club.
En 2009 fichó por el Brighton & Hove Albion F. C. de Inglaterra, consiguiendo el título de la Football League One en la temporada 2010-11. En 2011 recaló el St. Johnstone F. C. de Escocia.
En 2012 fichó por el Rangers F. C. escocés donde consiguió el título de la Tercera División de Escocia en la temporada 2012-13.
Después de algunos roces con el club debido a su contrato y su lesión, sufrió una broma telefónica de alguien que decía ser agente de fútbol que le ofrecía un gran contrato, el jugador afirma que estudiaría la oferta pues en los Rangers, no se sentía muy cómodo, llegando a decir:

"El dinero está bien. El club es increíble. Es un gran club, muy grande y los seguidores son fenomenales, pero obviamente si puedo marchar a otra liga mejor y ganar más dinero me iría"

con esto como excusa fue suspendido por el club y le acabaron rescindiendo su contrato, el jugador vuelve al fútbol Español y en 2013 firmó con el C. D. Lugo de la Segunda División de España por una temporada. El 17 de julio de 2014 firmó contrato por una temporada con el Girona F. C. Aquí tendría el mejor año de su carrera deportiva, con 16 goles y liderando su equipo en ataque, el Girona casi llegó a la Primera División, y es que llegaron a la última jornada dependiendo de ellos mismos para lograr el ascenso, les bastaba una victoria ante su exequipo, el Lugo. Sandaza adelantaría al Girona al minuto 44, logrando así su decimosexto gol de la temporada. Tras finalizar el contrato se marcha a la J1 League de Japón para firmar con el F. C. Tokyo, volviendo un año más tarde al Girona F. C. y consiguiendo ascender como delantero referente al Girona, por primera vez en su historia, a Primera División. En enero de 2018 fichó por el Qingdao Huanghai de China.
El 14 de diciembre de 2018 volvió a España, fichando por la A. D. Alcorcón.
En septiembre de 2020 firmó un contrato con el Hyderabad F. C. de la Superliga de India. Un año después regresó nuevamente al fútbol español firmando por el Extremadura Unión Deportiva de la Primera División RFEF por dos temporadas más una opcional.

## Clubes
| Club                         | País       | Año       |
| ---------------------------- | ---------- | --------- |
| C. D. Toledo                 | España     | 2003-2004 |
| Valencia C. F. Mestalla      | España     | 2004-2008 |
| → C. D. Onda                 | España     | 2005      |
| → U. D. Puzol                | España     | 2006-2007 |
| Dundee United F. C.          | Escocia    | 2008-2009 |
| Brighton & Hove Albion F. C. | Inglaterra | 2009-2011 |
| St Johnstone F. C.           | Escocia    | 2011-2012 |
| Rangers F. C.                | Escocia    | 2012-2013 |
| C. D. Lugo                   | España     | 2013-2014 |
| Girona F. C.                 | España     | 2014-2015 |
| F. C. Tokyo                  | Japón      | 2015-2016 |
| Girona F. C.                 | España     | 2016-2018 |
| Qingdao Huanghai             | China      | 2018      |
| A. D. Alcorcón               | España     | 2018-2020 |
| Hyderabad F. C.              | India      | 2020-2021 |
| Extremadura U. D.            | España     | 2021-     |